# Ereveld Loenen

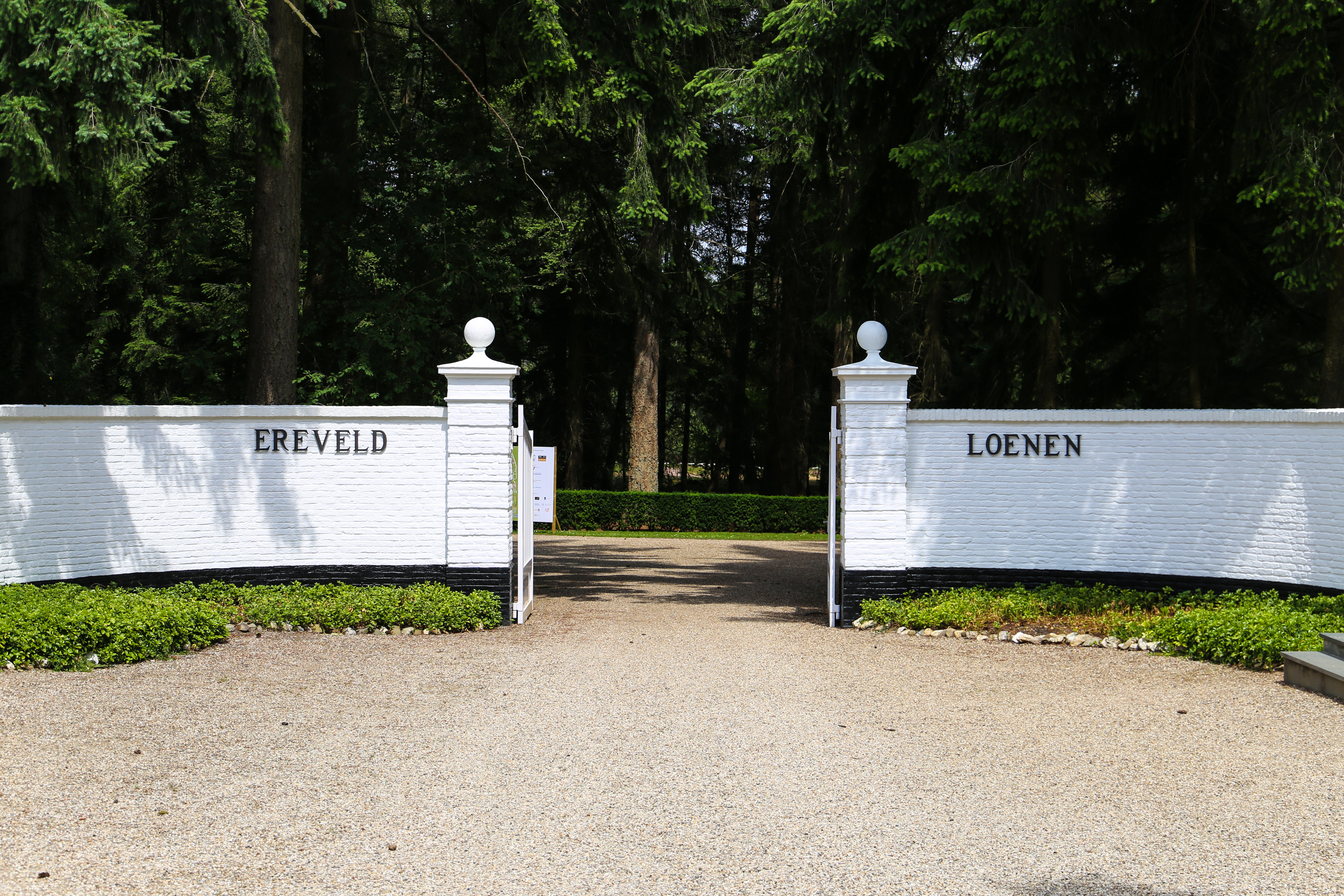
Portal zum Friedhof

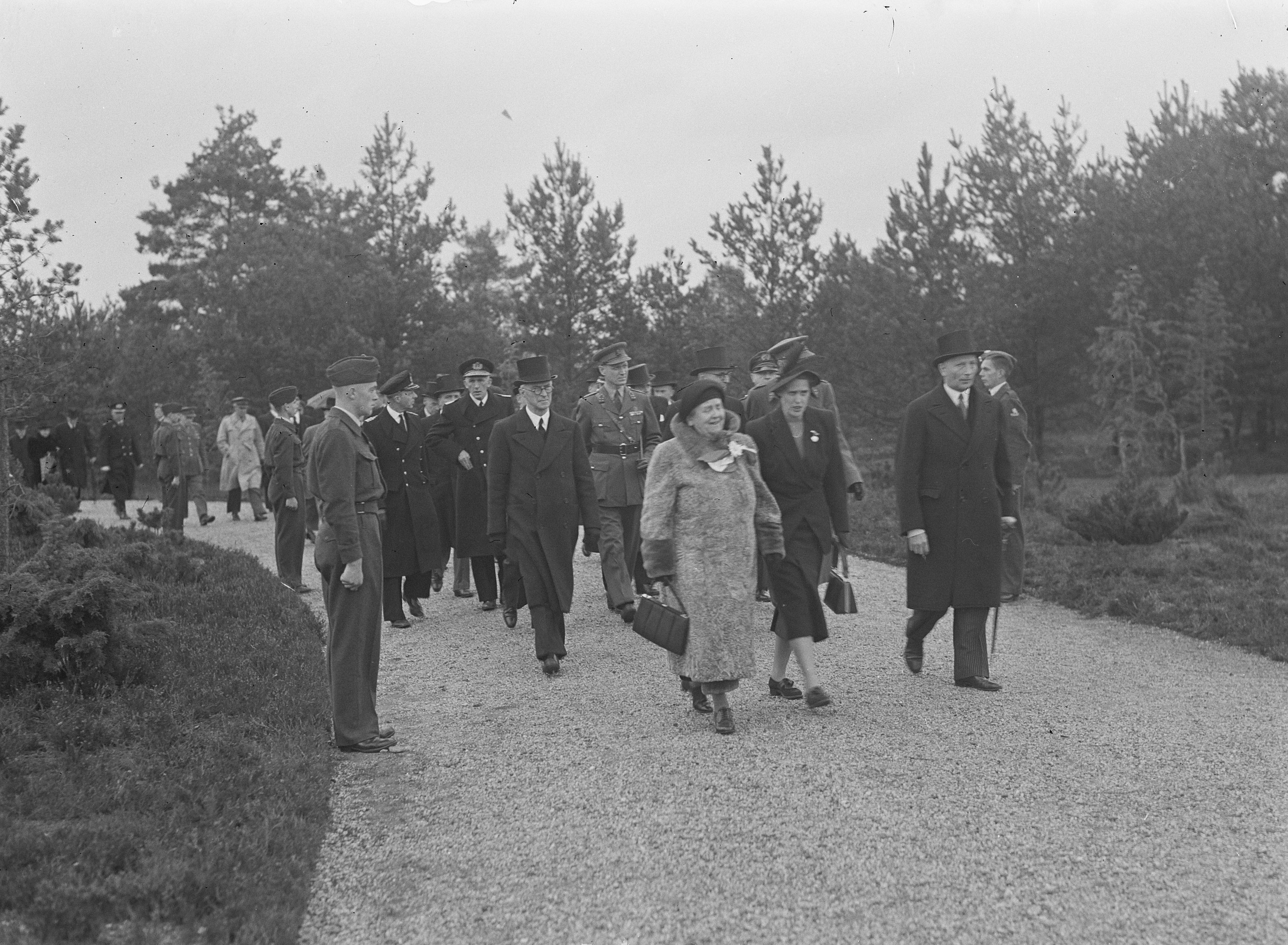
Einweihung durch Prinzessin Wilhelmina

Das Nationaal Ereveld Loenen ist ein Waldfriedhof im niederländischen Loenen, einem Ortsteil von Apeldoorn. Auf dem Ehrenfriedhof befinden sich rund 4000 Grabstätten von Niederländerinnen und Niederländern, die während des Zweiten Weltkriegs ums Leben kamen.

## Der Friedhof
1947 beschloss die Regierung der Niederlande, die sterblichen Überreste von Niederländern, die während des Zweiten Weltkriegs außerhalb des Landes ums Leben gekommen waren, in die Niederlande heimzuholen. 1948 begann die Oorlogsgravenstichting (Kriegsgräberfürsorge) mit der Anlage des dafür bestimmten Geländes in Loenen. Am 18. Oktober 1949 wurde das Ereveld von der ehemaligen Königin, zu der Zeit seit einem Jahr wieder Prinzessin Wilhelmina eröffnet.
Bei den auf dem Ereveld bestatteten Menschen handelt es sich um gefallene Soldaten, Widerstandskämpfer, politische Gefangene, Engelandvaarder (Englandfahrer) und Zwangsarbeiter. Es wurde geprüft, ob es sich bei den Toten um „gute Niederländer“ handelte und nicht etwa um Mitglieder der Nationaal-Socialistische Beweging (NSB). Manche Tote konnten allerdings nicht identifiziert werden. Die Rückführung aus Ostdeutschland und Polen musste unter Zeitdruck stattfinden, da die dortigen sowjetischen Besatzer nur für eine kurze Zeit die Erlaubnis gaben, die Leichname zu bergen. Die ersten Toten kamen 1948 in den Niederlanden an. Da der Friedhof von Loenen noch nicht fertiggestellt war, wurden sie vorübergehend auf dem Friedhof Rusthof in Amersfoort beigesetzt.
Die rund 4000 Gräber sind nicht in geraden Reihen angelegt, sondern liegen in fünf Bereichen über ein Waldgebiet von 17 Hektar verteilt. Der Landschaftsgärtner Daniël Haspels aus Bussum, der den Friedhof plante, sah vor, dass die Wege der hügeligen Heidelandschaft in der Veluwe folgen sollten, damit ihr Charakter erhalten blieb. Jedes Grab ist mit einem liegenden Stein mit dem jeweiligen Namen (soweit bekannt) versehen: Haspels vertrat die Ansicht, dass stehende Grabstelen die Sicht in die Landschaft versperren würden. Die Gebäude wurden von dem Architekten Abraham Mattheus de Rouville aus Den Haag geplant.
In der Mitte des Friedhofs befindet sich eine Kapelle mit einem Schrein für 42 Gedenkbücher und einer Wandtafel mit den Namen von Englandfahrern, die Prinzessin Wilhelmina gestiftet hatte. Diese Tafel hing zuvor in der Basis der Engelandvaarder in London, dem sogenannten „Oranjehafen“. Eine weitere Tafel erinnert an die Niederländer, die in den Jahren 1941 bis 1945 in Asien auf See verschollen sind. In den Gedenkbüchern sind die Namen von 130.000 Kriegsopfern verzeichnet, deren Schicksal unbekannt geblieben ist. Sie bilden das zentrale Denkmal für Kriegsopfer, für die kein Grab errichtet werden konnte. Eines der Bücher ist immer offen ausgelegt, und täglich wird eine Seite umgeschlagen, damit diese eingesehen werden kann. 1949 wurde eine Urne mit Asche aus Buchenwald aufgestellt, 1972 weitere Urnen mit Asche aus den Konzentrationslagern Majdanek, Sobibor und dem Vernichtungslager Treblinka. In diesen Lagern kamen viele Niederländerinnen und Niederländer ums Leben und wurden meist eingeäschert.
Hinter der Kapelle befindet sich seit 1959 das Natzweiler-Denkmal zur Erinnerung an die Niederländer, die im KZ Natzweiler-Struthof ihr Leben verloren haben. Dort waren rund 600 niederländische Widerstandskämpfer mit unterschiedlichem politischem Hintergrund inhaftiert, von denen 280 den Krieg nicht überlebten. Das Denkmal, das aus Stein aus dem Steinbruch des Lagers gefertigt wurde, enthält eine Urne mit Erde aus Natzweiler. Neben der Kapelle befindet sich das Denkmal De Vallende Man des Bildhauers Cor van Kralingen, an dem jährlich am Nationalen Totengedenktag (4. Mai) Kränze niedergelegt werden. Weitere Monumente erinnern an Gefallene während der Schlacht um Tarakan und an den „unbekannten Widerstandskämpfer“.
Seit den 1980er Jahren dient das Ereveld Loenen auch als letzte Ruhestätte für Niederländer, die während humanitärer und/oder Friedensmissionen der Vereinten Nationen ums Leben gekommen sind. Seit 2009 ist eine Erweiterung des Friedhofes um 5000 Gräber sowie der Bau eines Informationszentrums in Planung. Die Eröffnung ist für Ende 2020 geplant.

## DNA-Untersuchungen bei unbekannten Toten

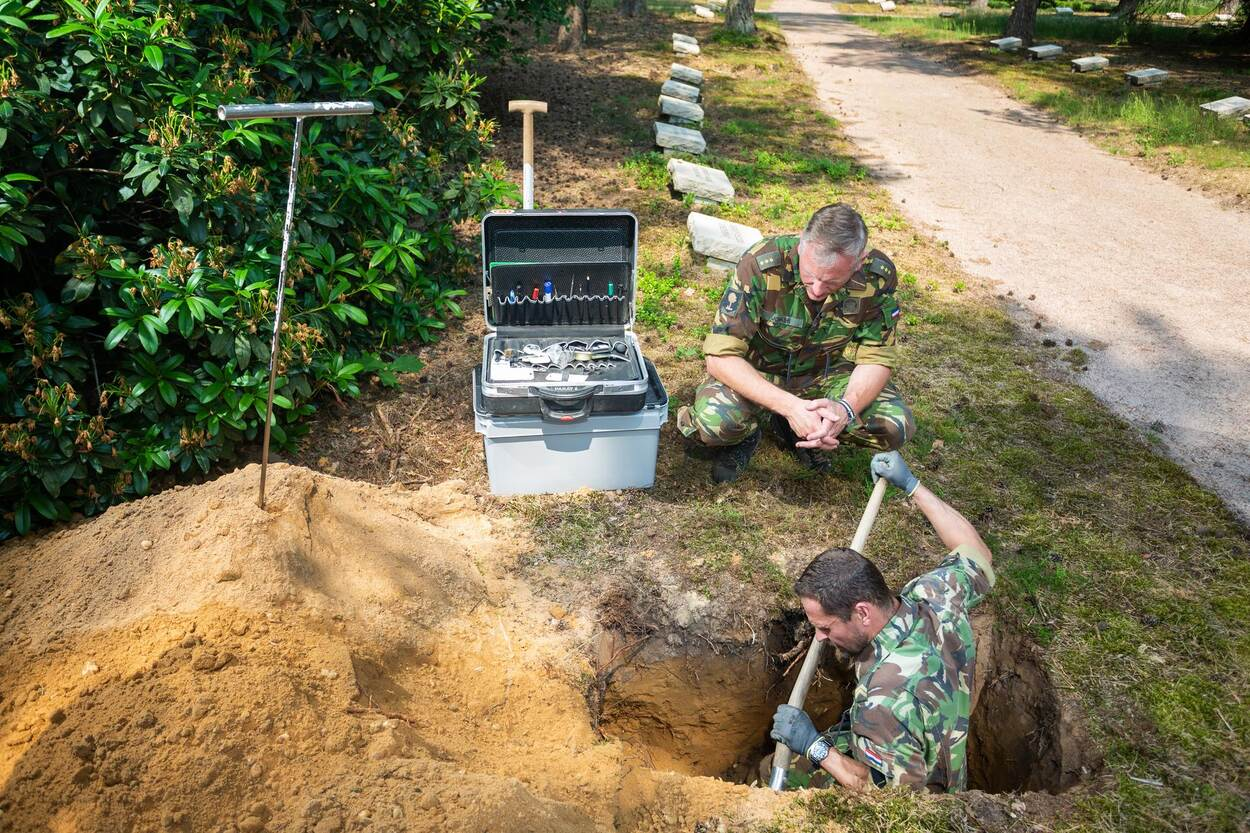
Aushebung des Grabes eines unbekannten Toten (2018)

2008 wurde mittels einer DNA-Untersuchung der Leichnam des Polen Czesław Oberdak gefunden, dessen sterbliche Überreste anschließend nach Krakau überführt wurden; bis dahin galt er als „unbekannter Niederländer“. In den Jahren danach wurden weitere Untersuchungen an unbekannten Toten durchgeführt: Diese Personen waren auf der Waalsdorpervlakte hingerichtet und namenlos begraben worden. 2010 wurde Gerard Putter identifiziert, 2015 zwei Widerstandskämpfer aus Amsterdam – Douwinus Janse (31), Karel Walet (28) – und der jüdische Mann Eliazer Pachter (30). 2018 begannen weitere planvolle Untersuchungen an 103 Gräbern ohne Namen (Stand 2018).

## Bekannte Personen, die in Loenen bestattet sind oder waren
- Bastiaan Jan Ader (1909–1944), Pastor und Widerstandskämpfer
- Gerhard Badrian (1905–1944), deutscher Fotograf und Widerstandskämpfer
- Ko Beuzemaker (1902–1944), Widerstandskämpfer
- Albert Heijnneman (1896–1944), Widerstandskämpfer und Olympiateilnehmer
- Gerrit Kastein (1910–1943), Widerstandskämpfer
- Anda Kerkhoven (1919–1945), Widerstandskämpferin
- Anton de Kom (1898–1945), surinamischer Nationalist und Widerstandskämpfer
- Czesław Oberdak (1921–1945), polnischer Pilot (wurde nach Krakau überführt)
- Jan Thijssen (1908–1945), Widerstandskämpfer
- Gerhard Wander (1903–1945), deutscher Widerstandskämpfer

## Galerie

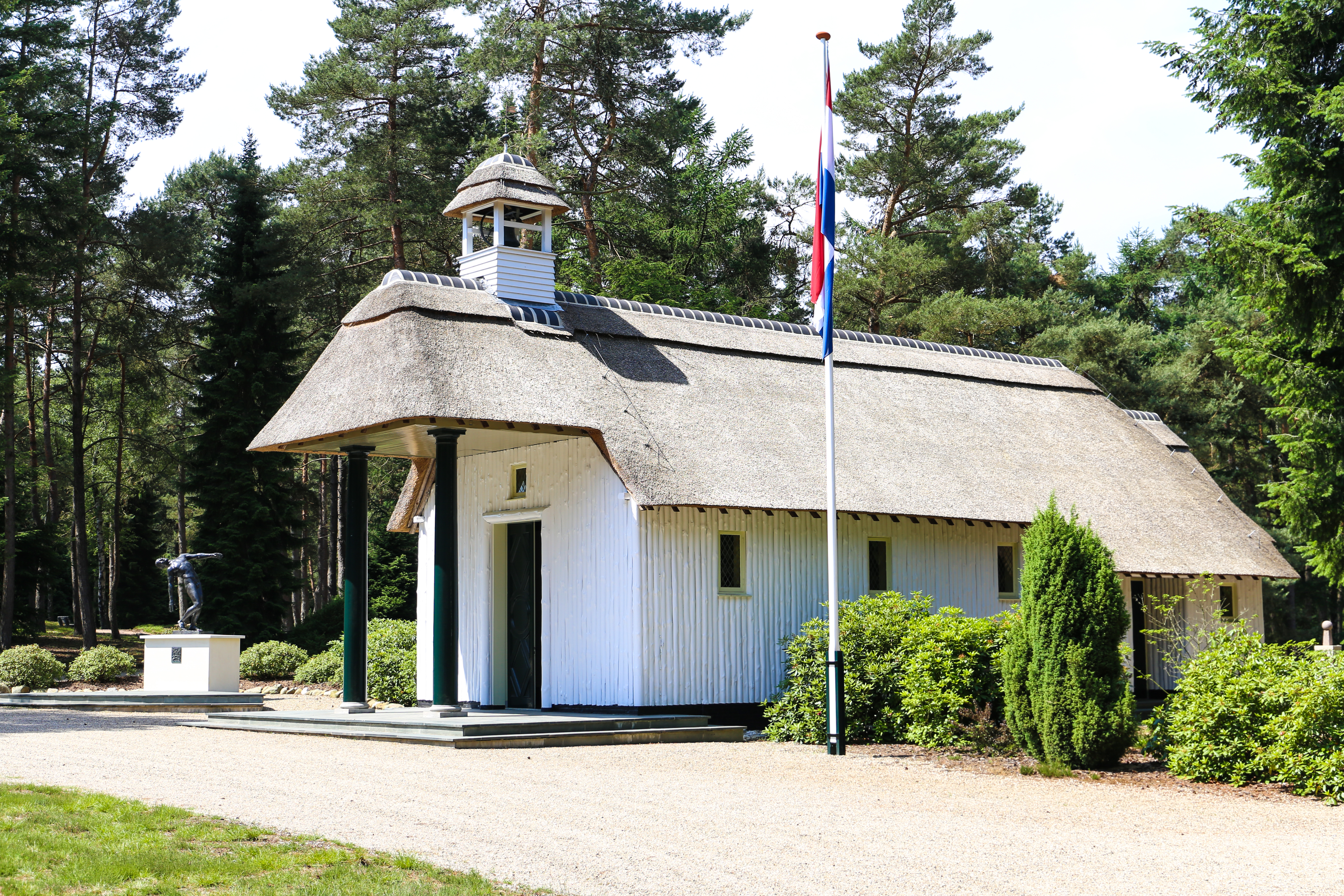
Die Kapelle
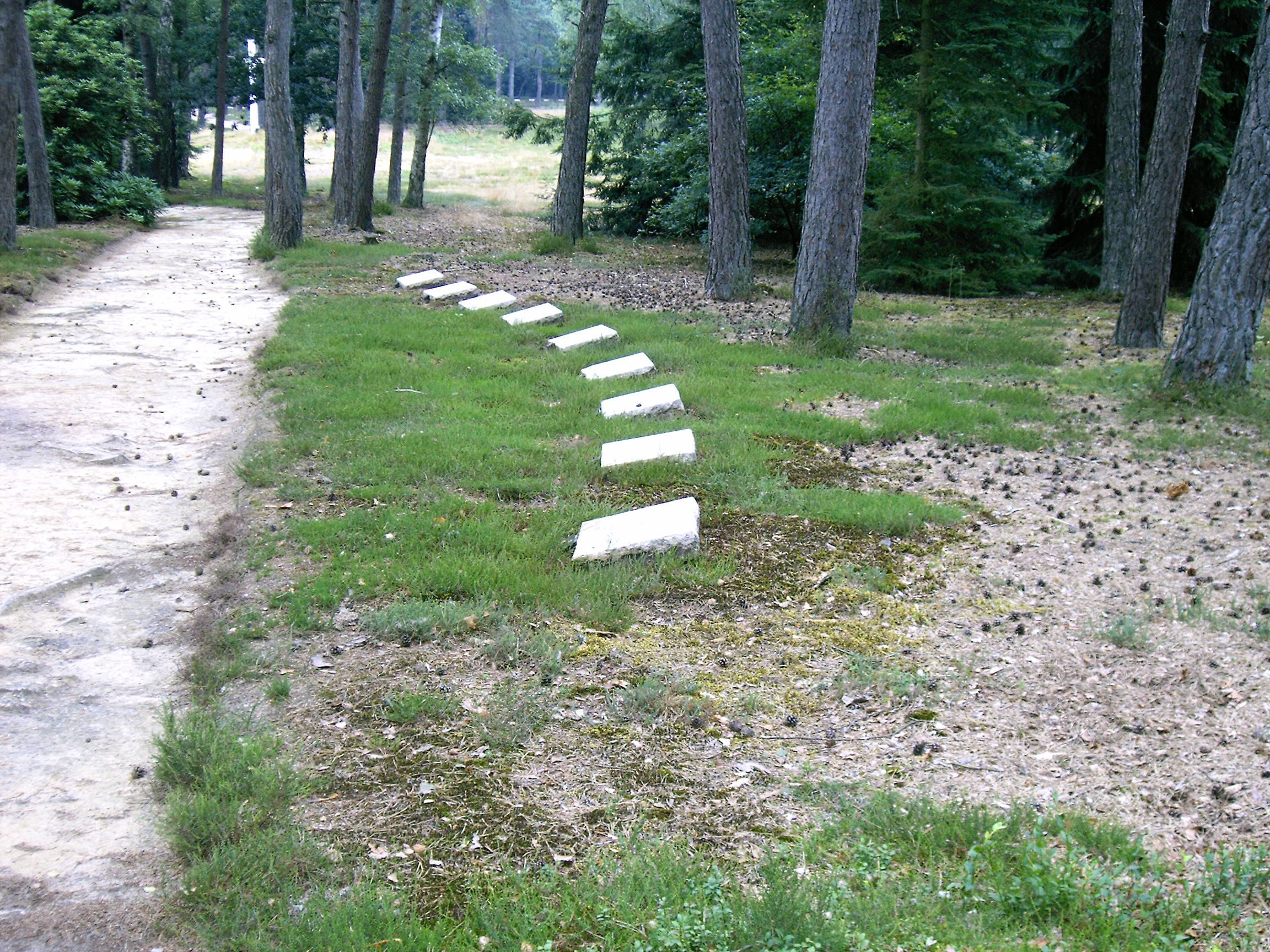
Grabsteine
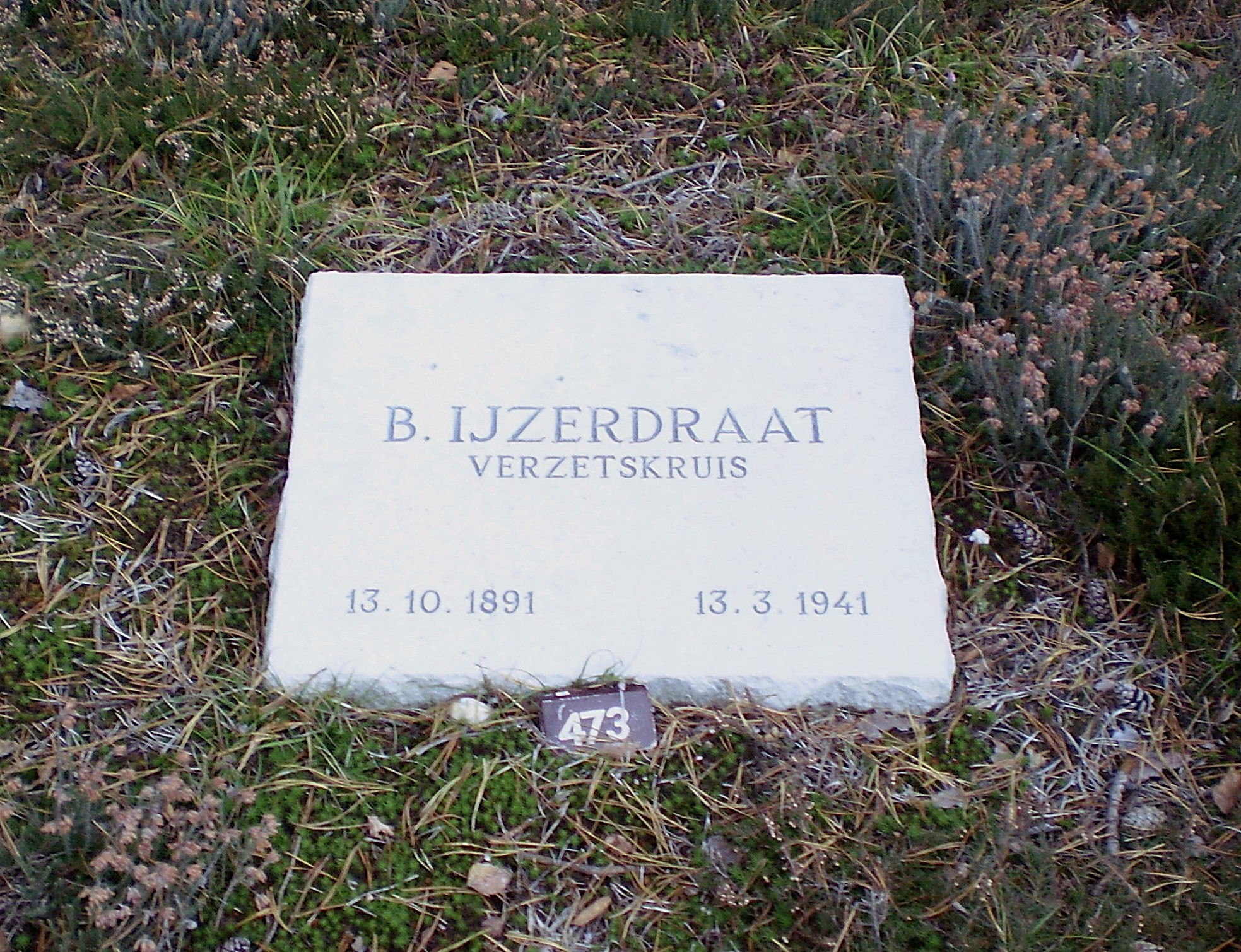
Grabstein von Widerstandskämpfer Bernard IJzerdraat
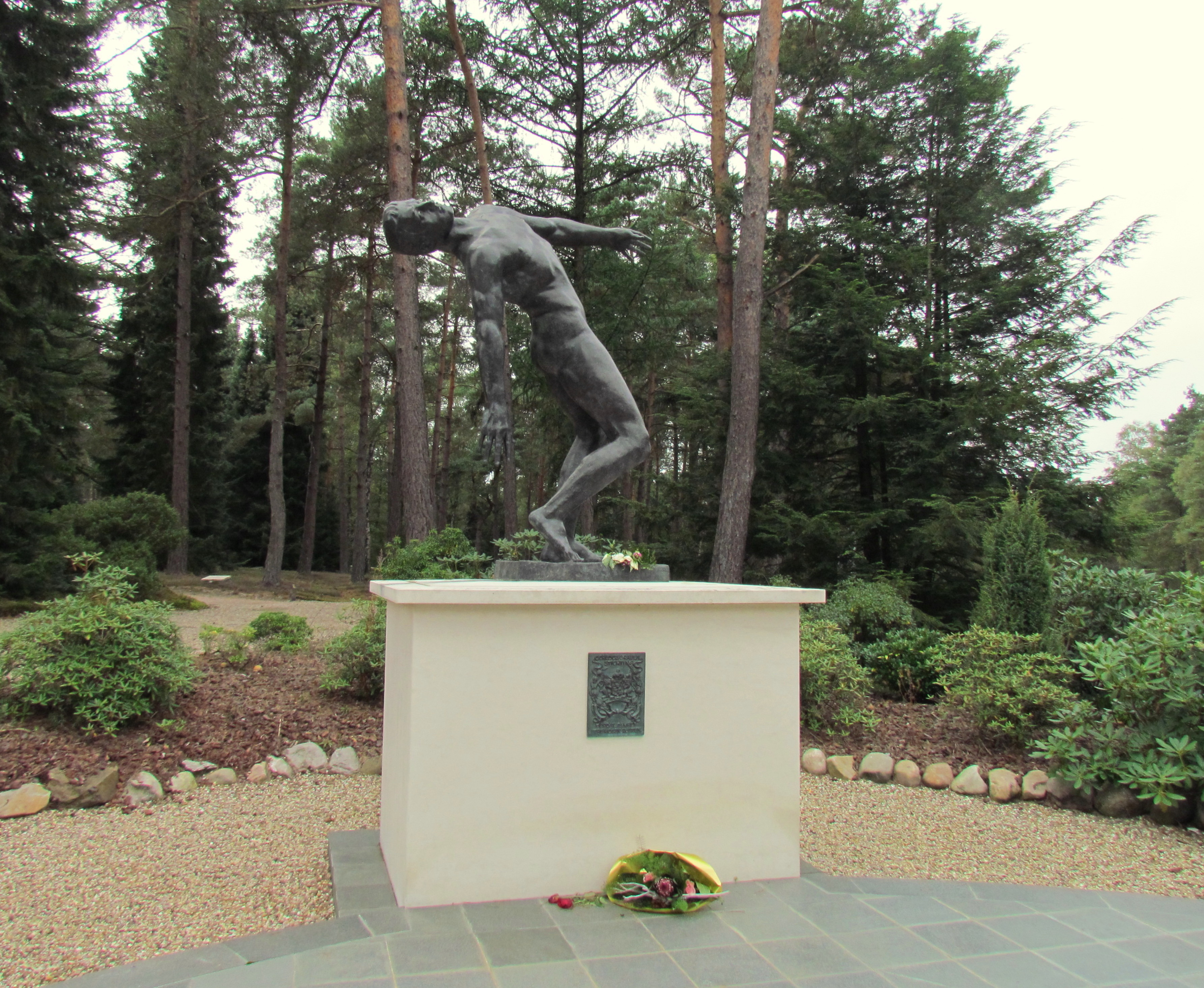
Denkmal De Vallende Man
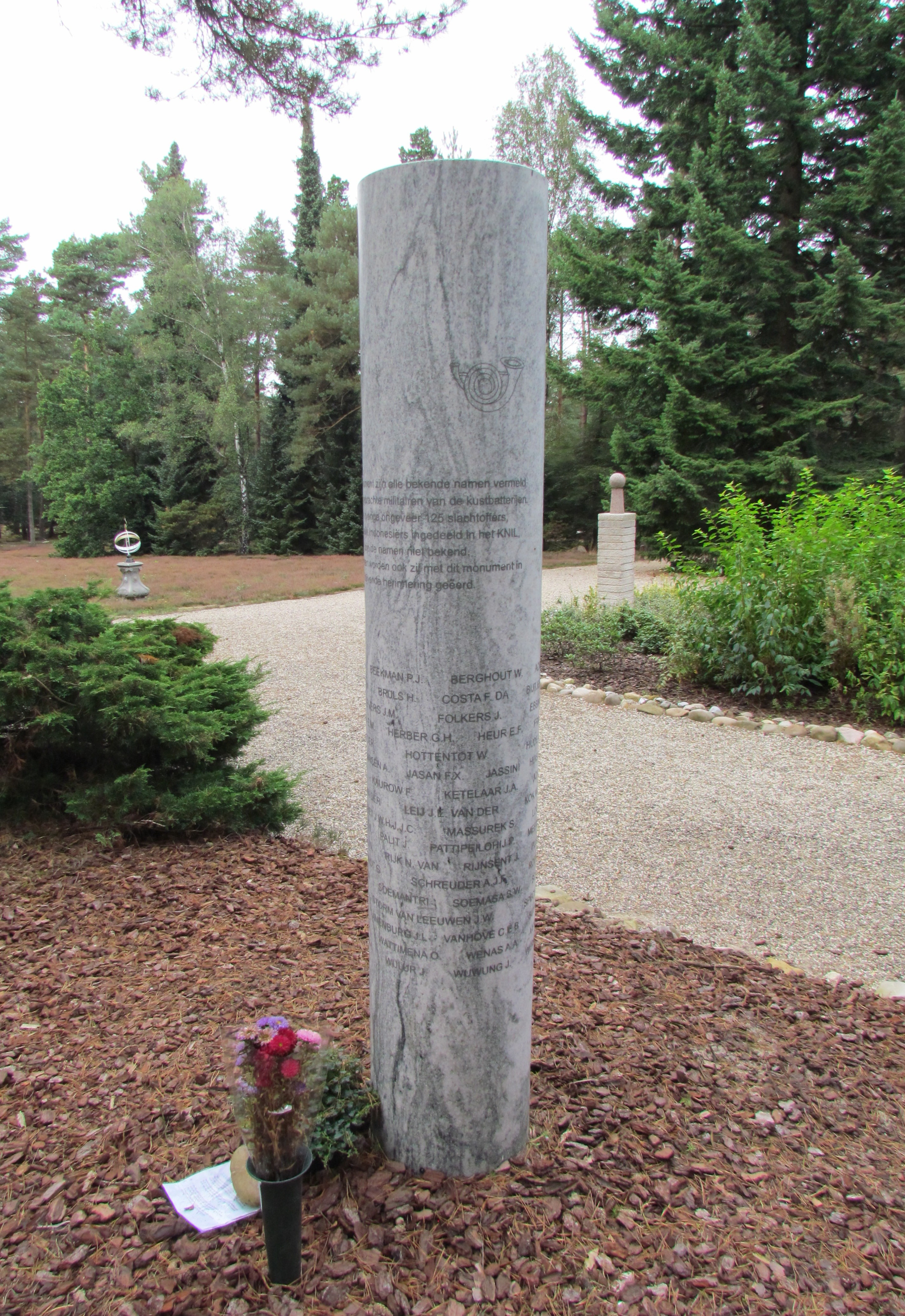
Das Tarakanmonument zur Erinnerung an die Schlacht um Tarakan
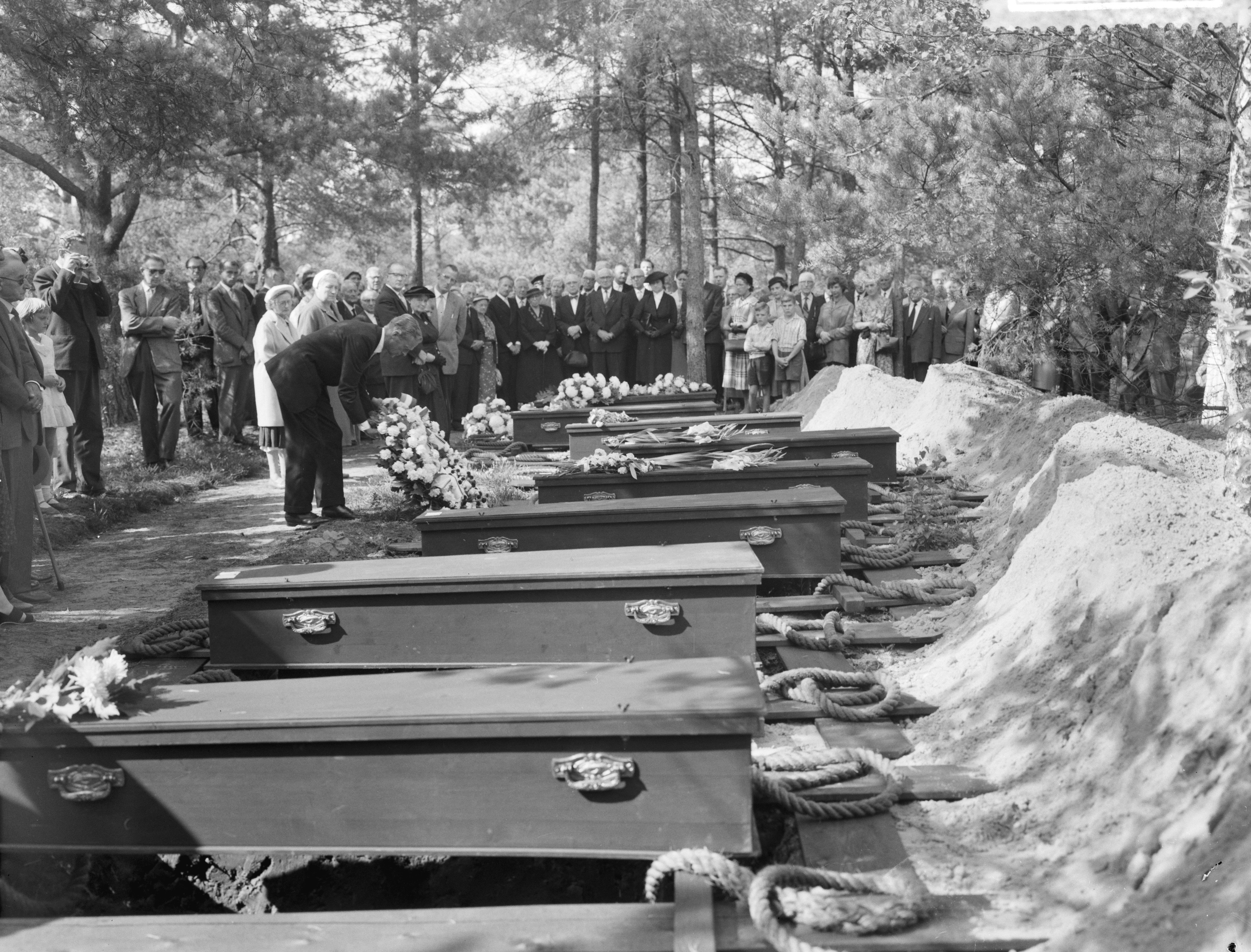
Bestattung von Opfern aus dem KZ Dachau (1959)